# Chênehutte-Trèves-Cunault

Chênehutte-Trèves-Cunault este o comună în departamentul Maine-et-Loire, Franța. În 2009 avea o populație de 1.045 de locuitori.